# Abby Aldrich Rockefeller

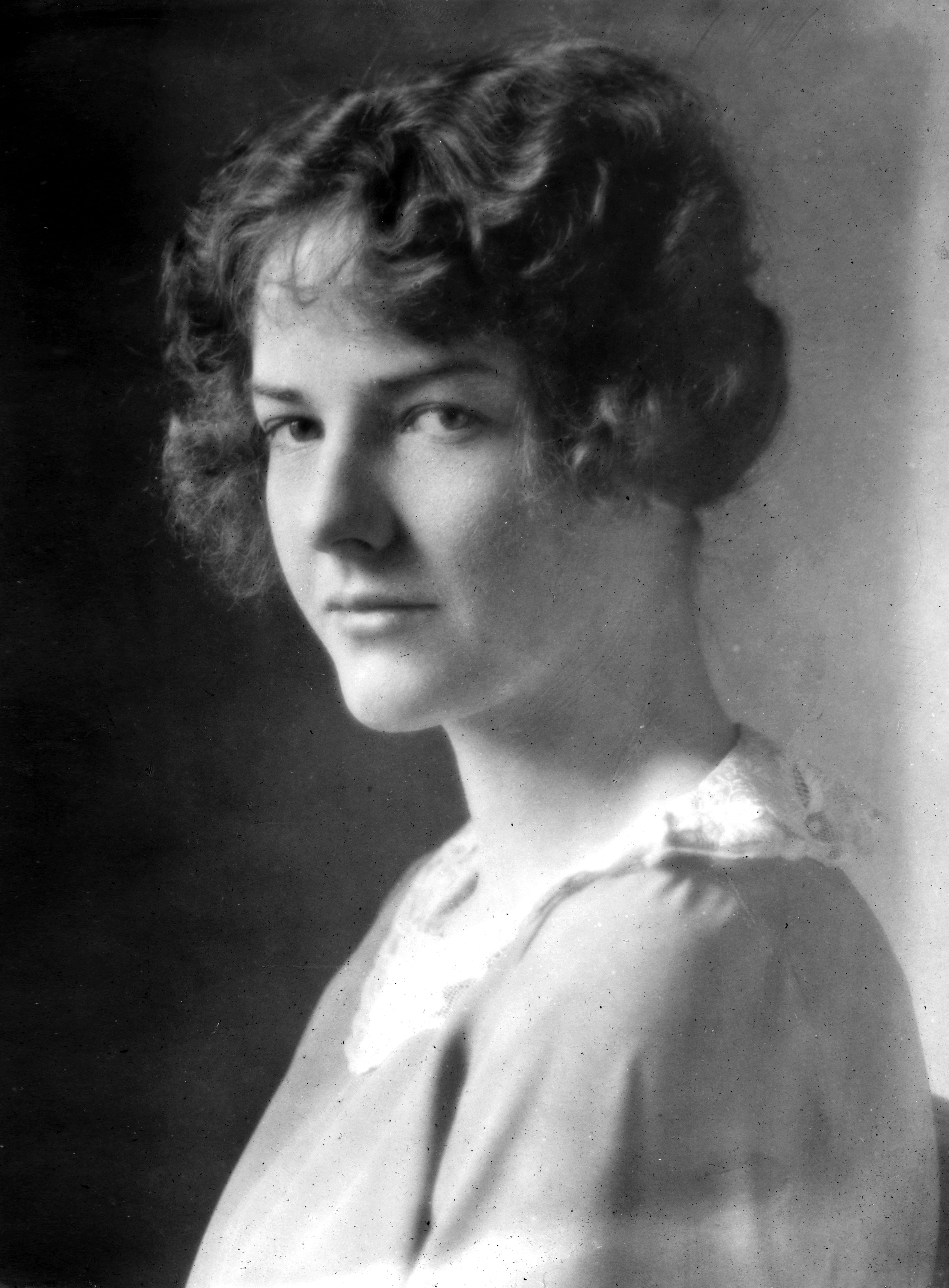
Rockefeller im Jahr 1900

Abby Aldrich Rockefeller (* 26. Oktober 1874 in Providence, Rhode Island als Abigail Greene Aldrich; † 5. April 1948 in New York City) war eine bekannte US-amerikanische Mäzenin, Kunstsammlerin und Mitbegründerin des Museum of Modern Art (MoMA) in New York.

## Leben

### Familie
Abby Aldrichs Eltern waren der einflussreiche republikanische Senator Nelson W. Aldrich und seine Ehefrau Abigail Pearce Truman Chapman (1845–1917). 1891, im Alter von 17 Jahren, schrieb sie sich in Miss Abbott's School for Young Ladies in Providence ein, wo sie bis 1893 Sprachen und Kunstgeschichte studierte. Am 30. Juni 1894 schiffte sie sich nach Liverpool ein, der Beginn einer viermonatigen Reise durch Europa. Zurück in Providence, lernte sie im Herbst desselben Jahres ihren zukünftigen Ehemann John D. Rockefeller, Jr. kennen, den einzigen Sohn des reichen Öl-Industriellen John D. Rockefeller. Nach einer langen Verlobungszeit heiratete das Paar am 9. Oktober 1901. Die Hochzeit galt als „die Hochzeit des Goldenen Zeitalters“ und war ein gesellschaftliches Großereignis, zu dem etwa tausend prominente Persönlichkeiten in das Sommerhaus der Familie Aldrich in Kent County (Rhode Island) eingeladen wurden.
Nach der Hochzeit zog das Paar nach Manhattan. Sie bekamen eine Tochter und fünf Söhne (die „Rockefeller Brothers“). Die Familie bildete die zweite Generation der Rockefeller-Dynastie:
- Abby Rockefeller Mauzé (1903–1976)
- John D. Rockefeller III (1906–1978)
- Nelson Rockefeller (1908–1979)
- Laurance Rockefeller (1910–2004)
- Winthrop Rockefeller (1912–1973)
- David Rockefeller (1915–2017)

### Mäzenatentum
Abby Aldrich Rockefeller war Unterstützerin der Société Anonyme Inc., einer Künstlervereinigung, die 1920 von Katherine S. Dreier, mit der Rockefeller freundschaftlich verbunden war, sowie Man Ray und Marcel Duchamp in New York gegründet worden war. Sie begann ab dem Jahr 1925 mit dem Sammeln von Gemälden, Aquarellen und Zeichnungen einer Reihe zeitgenössischer amerikanischer Künstler, darunter Edward Hopper, Charles Demuth und Maurice Prendergast sowie von europäischen Modernisten, darunter Paul Cézanne, Edgar Degas, André Derain, Vincent van Gogh, Henri Matisse, Pablo Picasso, Camille Pissarro und Henri de Toulouse-Lautrec. In ihrem Appartement an der 54th Straße, das sie im Art-déco-Stil einrichten ließ, zeigte sie ihre Sammlung unter dem Namen Topside Gallery und ihre Kontakte u. a. zur Kunstkennerin und Galeristin Edith Gregor Halpert (1900–1970) ließen sie schnell zu einer prominenten Förderin moderner Kunst und zeitgenössischer Künstler in den Vereinigten Staaten werden. 
Abby Aldrich Rockefeller wurde neben Lillie P. Bliss und Mary Quinn Sullivan (1877–1939) zu einer der Gründerinnen des Museum of Modern Art in New York. Konnte Abby Aldrich Rockefeller nicht auf finanzielle Unterstützung seitens ihres Ehemannes hoffen, den zeitgenössische Kunst nicht interessierte, baute sie ein tragendes Netzwerk aus Unternehmen und prominenten Einzelpersonen auf, um die Finanzierung des laufenden Betriebes sowie Ankäufe zu sichern. Am 7. November 1929 wurde unter der Leitung von Alfred Barr das Museum eröffnet.
Abby Aldrich Rockefeller war gewähltes Stiftungsratsmitglied, Vizepräsidentin (1934–1936) sowie erste stellvertretende Vorsitzende (1941–1945). 1935 schenkte sie dem Museum 181 Gemälde und Zeichnungen; 1939 36 Skulpturen sowie 45 Arbeiten der amerikanischen Volkskunst. Zwischen 1940 und 1946 kamen noch ca. 1700 Drucke aus ihrer Sammlung hinzu; einige Sammlungsstücke gingen auch an das Metropolitan Museum of Art, The Cloisters sowie an das Rhode Island School of Design Museum.
Ihr Sohn Nelson, von 1974 bis 1977 Vizepräsident der Vereinigten Staaten, wurde ein sehr aktiver Sammler moderner Kunst. Er setzte das Engagement seiner Mutter für das Museum of Modern Art und eine Reihe weiterer Museen fort.

### Aufträge
- Arthur B. Davies, Wandmalerei für die Lobby des International House, New York
- Donald Deskey, Inneneinrichtung für Rockefellers Topside Gallery, sowie die Radio City Music Hall
- Beatrix Farrand, Gartengestaltung für The Eyrie, Mount Desert Island
- Duncan Candler (1873–1949), Architekt des Grace Dodge Hotel, Washington[2]
- Bayway Cottage, New Jersey

## Einrichtungen
- Der Abby Aldrich Rockefeller Sculpture Garden,[3] wurde 1953 als Skulpturengarten des Museum of Modern Art von Philip Johnson geplant und 2004 durch Yoshio Taniguchi umgestaltet.[4]
- Der Abby Aldrich Rockefeller Print Room im Museum of Modern Art, enthält eine mehr als 1700 Drucke umfassende Sammlung Rockefellers, die sie dem Museum in den 1940er Jahren schenkte.
- Die Abby Aldrich Rockefeller Gallery[5], im Rhode Island School of Design Museum, zeigt seit 1953 japanische Holzschnitte aus der Sammlung Abby Aldrich Rockefellers.
- Das Abby Aldrich Rockefeller Folk Art Museum[6] in Colonial Williamsburg, gilt als landesweit führendes Zentrum der Erforschung, Erhaltung und Ausstellung von amerikanischer Volkskunst und hält die umfangreiche Sammlung Abby Rockefellers, der Volkskunst ein besonderes Anliegen war.[7]